# Chalet Waldfrieden

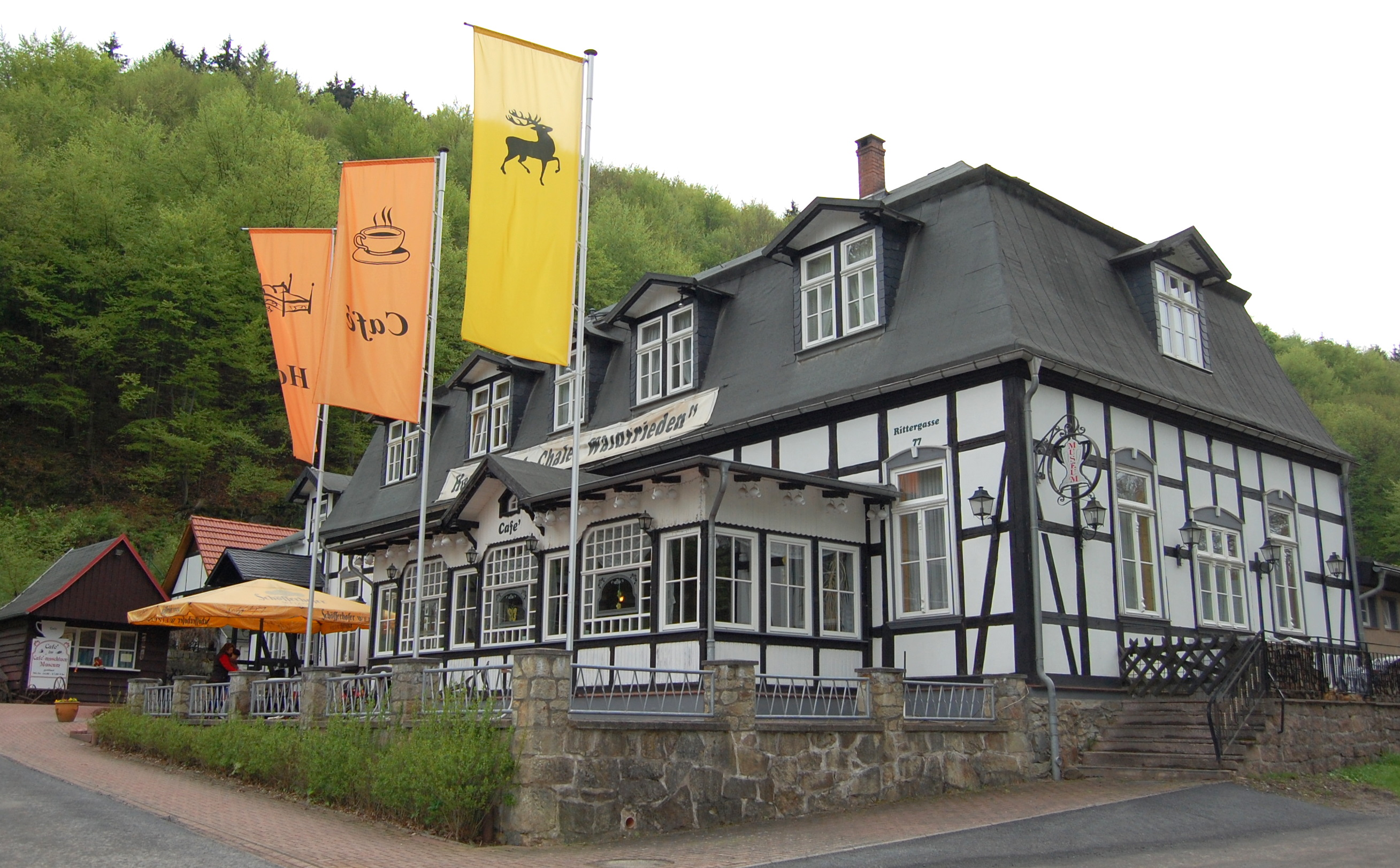
Chalet Waldfrieden

Das Chalet Waldfrieden ist ein denkmalgeschütztes Hotel in Stolberg (Harz) in Sachsen-Anhalt.
Das Hotel befindet sich an der Adresse Rittergasse 77 am westlichen, Richtung Hainfeld gelegenen Ortsausgang Stolbergs im Tal der Lude, westlich des Rittertors. Etwas südlich des Gebäudes stand bis 1818 die Kapelle zum heiligen Kreuz.

## Architektur und Geschichte
Das eingeschossige in Fachwerkbauweise errichtete Gebäude diente ursprünglich als Schützenhaus. Hier versammelten sich die Stolberger Bogenschützen und die Mitglieder der bereits 1462 urkundlich erwähnten Schützengilde zu Festen und Veranstaltungen. Das Haus wurde 1810 gebaut. 1820 erhielt es Dachgaupen. Im Haus ist ein Café-Maschinen-Museum untergebracht, in dem etwa 250 Exponate aus der Zeit ab 1815 gezeigt werden.